# Titewhai Harawira

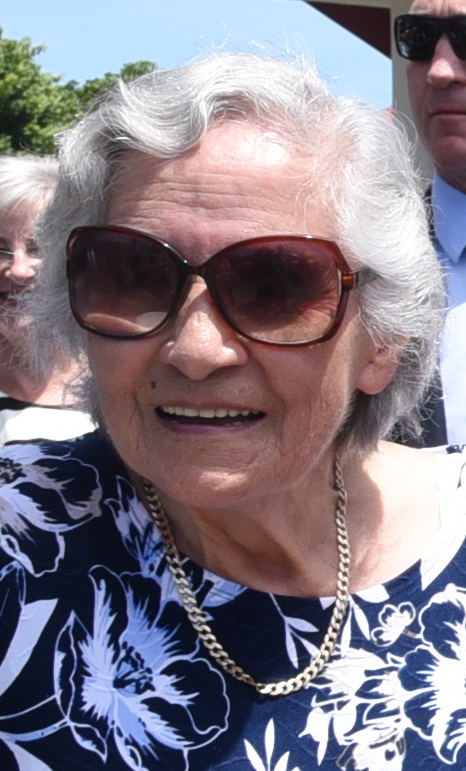
Titewhai Harawira (2017)

Titewhai Te Huia Hinewhare Harawira (geb. Hellier, 2. April 1932 in Whakapara, Neuseeland; gest. 25. Januar 2023 in Avondale) war eine Maori-Aktivistin in Neuseeland. Sie stammte aus Whakapara aus einer Familie von Häuptlingen der Ngāpuhi. Sie war eine resolute politische Kommentatorin und Bürgerrechts-Aktivistin. Seit den 1970er Jahren war sie bei der Bürgerrechtsgruppe Ngā Tamatoa involviert. Sie wurde eine national bekannte Figur aufgrund ihrer Rolle als Begleitung der Premierminister von Neuseeland zu den Marae (Versammlungen der Maori) während der Feiern zum Waitangi Day.
Nach ihrem Tod im Januar 2023 wurde sie vom Māori Development Minister Willie Jackson als wichtige Führungspersönlichkeit in Neuseeland während der Maori-Renaissance geehrt. Ihre Aktivitäten und die Art ihres Aktivismus waren dabei zeitweise kontrovers, unter anderem, als sie 1998 Helen Clark kritisierte, die damalige Oppositionsführerin, die bei einem Marae gesprochen hatte, da dies Māori-Frauen nicht erlaubt ist.

## Leben

### Jugend und Familie
Harawira wurde 1932 in Whakapara geboren. Sie war die älteste von sieben Kindern. Sie gehörte zu den Iwi (Stämmen) Ngāpuhi und Ngāti Wai und war eine Nachfahrin der Ngāpuhi-Häuptlinge Eruera Maihi Patuone und Tāmati Wāka Nene. Sie wurde durch die Eltern ihrer Mutter aufgezogen, besuchte die Whakapara Native School und später die Queen Victoria School for Māori Girls, und machte eine Ausbildung zur Krankenschwester. 1952 heiratete sie John Puriri Harawira, einen Māori warden und Taxifahrer. Mit ihm hat sie zwölf Kinder (drei durch Whāngai Adoption), inklusive des Politikers Hone Harawira. Kurz nach ihrer Heirat zogen sie nach Avondale in Auckland.
Harawira und ihr Ehemann waren Gründungsmitglieder der Hoani Waititi Marae und sie war aktiv in der Māori Women’s Welfare League. Später erinnerte sie sich, dass sie die Schulen der Kinder besuchte, um sicherzustellen, dass ihre Māori-Namen richtig geschrieben und ausgesprochen wurden: „Es war für mich notwendig, eine Sicherheitsbarriere um meine Kinder herum zu errichten, damit sie sich wohl fühlen würden, Maori zu sein und eine Sprache zu haben, auf die man stolz sein kann“ („It was necessary for me to enforce a safety barrier around my children so that they would feel comfortable about being Maori and having a language to be proud of“). Ihr Mann verstarb 1977, als ihr jüngstes Kind erst acht Jahre alt war. Nach seinem Tod arbeitete sie in Teilzeit, unter anderem als Telephone Exchange Operator.

### 1970er bis 1990er
In den 1970ern wurde sie eine der führenden Mitglieder der Māori-Aktivistengruppe Ngā Tamatoa. Die Gruppe legte 1972 dem Parlament eine Petition mit über 30.000 Unterschriften vor. Harawira half beim Sammeln von Unterschriften und erzählte, die Petition habe zur Wiederbelebung der Māori-Sprache durch den Maori Language Act von 1987 geführt, zur Entwicklung von Māori-Sprache-Immersionsschulen wie Kōhanga Reo, Kura Kaupapa und Wharekura, sowie zur Gründung von Māori Television und Iwi-Radiosendern und Wānanga (Māori-Hochschulanbieter – Māori tertiary education providers). In späteren Jahren erklärte sie:

„Wir waren entschlossen, unsere Sprache zu retten, weil wir fühlten und glaubten und auch heute noch glauben, dass ein Volk ohne seine Sprache ein sterbendes Volk ist.“

Bei den Kommunalwahlen 1974 kandidierte sie erfolglos für die Labour Party für den Stadtrat von Auckland (Auckland City Council). Im Jahr 1975, nach dem Rücktritt von Hugh Watt, war sie eine von 27 Kandidaten, die sich für den Wahlkreis Onehunga um die Kandidatur für die Labour Party bewarben, verlor jedoch gegen Frank Rogers.
1975 war sie eine der Organisatorinnen des Māori Land March, eines „Hikoi“ (Protestmarsches) von Northland nach Wellington, um gegen die Enteignung des Māori-Landes zu protestieren. Nach ihrer Ankunft im Parlament leitete sie eine zweimonatige Besetzung des Parlamentsgeländes, gegen den Willen der öffentlichen Anführerin des Marsches, Whina Cooper. Sie kritisierte auch den damaligen Premierminister Robert Muldoon und seine Regierung der National Party (Third National Government of New Zealand) für das, was sie als „rassistische Haltung“ („racist attitudes“) beschrieb, insbesondere gegenüber jungen Māori. 1979 gehörte sie einer kleinen Gruppe an, die das Waitangi Action Committee gründete, um die Feierlichkeiten zum Waitangi Day zu unterbinden, bis der Vertrag von Waitangi eingehalten würde. Eva Rickard und Harawira führten 1984 einen weiteren „hikoi“ nach Waitangi.
In den späten 1980er Jahren gründete sie die Whare Paia psychiatrische Abteilung für Māori am Carrington Hospital; 1989 dann wurde sie wegen Körperverletzung an einer Patientin zu neun Monaten Gefängnis verurteilt. Vier weitere Mitarbeiter, darunter ihre Tochter und ihr Sohn, wurden ebenfalls verurteilt. Harawira behauptete, das Opfer habe einen Mitarbeiter sexuell missbraucht; der Richter bei der Urteilsverkündung nannte die Angriffe jedoch „einen arroganten und beängstigenden Missbrauch von Autorität und Macht“ („an arrogant and frightening abuse of authority and power“) und stellte fest, Harawira hätte ihre Autorität nutzen sollen, um den Angriff zu verhindern. Die News-Website Stuff stellte fest, dieser Vorfall überschattete ihre „gelobte Arbeit mit Māori-Gesundheitsinitiativen“ („lauded work with Māori health initiatives“). Infolge ihrer Verurteilung konnte sie 1989 nicht wie geplant für das Auckland Area Health Board kandidieren, und ihre Nominierung für den Māori-Beratungsausschuss des Auckland City Council im Jahr 1995 wurde abgelehnt.
1990 reiste Harawira in die Niederlande, um die niederländische Regierung zu bitten, den Namen „New Zealand“ zurückzunehmen, so dass stattdessen der ursprüngliche Māori-Name „Aotearoa“ für das Land verwendet werden könnte.

### Rolle am Waitangi Day
Viele Jahre lang übernahm Harawira die informelle Rolle, den neuseeländischen Premierminister während der Feierlichkeiten zum Waitangi Day willkommen zu heißen und auf dem Te Tii Marae in Waitangi zu begleiten. Die Parteiführerin der Ngāti Hine Pita Tipene merkte an, dass Harawira zwar starke politische Ansichten hatte und oft kritisch gegenüber der Regierung war, in dieser Rolle jedoch immer respektvoll war und „zwischen Politik und Menschen unterschied“ („differentiated between politics and people“).
1998 protestierte Harawira öffentlich gegen Helen Clark, die damalige Vorsitzende der Oppositionspartei, die während des Pōwhiri (Begrüßungszeremonie) auf dem Marae sprach. Harawira erklärte, sie habe Einwände dagegen, dass einer Nicht-Māori-Frau Rederecht zugestanden werde, während Ngāpuhi-Frauen, wie die der meisten Iwi, traditionell daran gehindert würden, auf dem Marae zu sprechen. Clark wurde im Fernsehen in Tränen gezeigt (später sagte sie, die Tränen seien „nicht für mich selbst, sondern weil ich wieder einmal ein Ereignis ruiniert habe, das so viel Potenzial für Heilung, Versöhnung und Fortschritt bietet“ – „not for myself but for the ruination, yet again, of an event which has so much potential for healing, reconciliation, and taking matters forward“). Damals bemerkte Clark, dass andere Frauen auf dem Marae ohne Probleme gesprochen hätten, darunter auch die damalige Premierministerin Jenny Shipley, die erst am Tag zuvor gesprochen hatte. Sie sagte, sie würde den Waitangi Day in Zukunft nicht mehr in Waitangi feiern, wenn sie nicht respektvoll behandelt würde.
Im Jahr 2000, nach ihrer Wahl zur Premierministerin, nahm Clark an den Feierlichkeiten in Waitangi teil, besuchte jedoch nicht Te Tii Marae. Im Mai desselben Jahres schrieb Harawira an Clark und entschuldigte sich für den verursachten Schaden, merkte jedoch an, dass sie „mit vorsichtiger Erwartung beobachten würde, was Ihre Regierung tut“ („watching what your government does with guarded expectation“). Sie sagte auch, dass sie und Clark sich getroffen hätten, um das Thema zu besprechen, gab jedoch keine Einzelheiten bekannt.
Im Jahr 2002 kehrte Clark zum Te Tii Marae zurück und wurde von Harawira begleitet; Clark stimmte zu, dass es „Zeit sei, weiterzumachen“ und dass es wichtig sei, die Beziehungen zwischen der Regierung und Ngāpuhi wiederherzustellen. Danach war es Politikerinnen bis 2014 nicht gestattet, auf Te Tii Marae zu sprechen.
Im Jahr 2013 nominierte der Vorstand des Te Tii Marae eine andere Frau als Begleiterin von Premierminister John Key und deutete damit an, dass Harawira „ihre Zeit gehabt habe“ („had her turn“). In einem offensichtlichen Kompromiss halfen jedoch beide Frauen Key ins Marae.

### Spätere Arbeit und Aktivismus
Harawira war 45 Jahre lang Mitglied des New Zealand Māori Council und eine Radiomoderatorin mit Telefonanfragen bei Radio Waatea. Als 2004 die Māori Party gegründet wurde, erwog sie, für den Wahlkreis Te Tai Tokerau zu kandidieren, aber stattdessen kandidierte ihr Sohn Hone Harawira. Anfang des Jahres hatte sie noch an den Hikoi-Protesten gegen die umstrittene Gesetzgebung zum Küstenvorland und Meeresboden teilgenommen (New Zealand foreshore and seabed controversy).
Im März 2007 gab sie zusammen mit anderen hochrangigen Mitgliedern des Ngāpuhi-Iwi einen Bericht über die Ansprüche der Ngāpuhi beim Waitangi Tribunal in Auftrag, der jeder Entscheidung des Waitangi Tribunals beiliegen sollte. Der Bericht wurde 2012 veröffentlicht und stellte fest, dass Ngāpuhi seine Souveränität und Regierungsgewalt nicht an die Krone abgetreten hatte. Sie unterstützte die Ansprüche der Ngāpuhi beim Tribunal während des gesamten Verfahrens aktiv und bemühte sich noch im Januar 2023 (kurz vor ihrem Tod) um die Organisation eines Treffens zur Erörterung eines aktuellen Tribunalberichts.

## Kritik
Harawira war eine polarisierende Persönlichkeit, die von einigen politischen Führern und manchmal sogar von ihrem eigenen iwi für ihren Aktivismusstil kritisiert wurde. Im Jahr 2011 sagte die Co-Vorsitzende der Māori-Partei, Pita Sharples, Harawira sei zu einem Treffen der Māori-Partei erschienen und habe über die Redner hinweg geschrien und gesungen. Harawira soll Sharples‘ Co-Vorsitzende Tariana Turia eine „Schlange“ und eine „verdammte Lügnerin“ genannt haben („snake and a bloody liar“). Nach dem Vorfall erwog der Vorstand des Te Tii Marae, sie wegen ihres Verhaltens aus dem Marae zu verbannen, und ein Ngāpuhi-Ältester nannte sie „eine Tyrannin“ („a bully“); als Antwort, bezeichnete sie ihn als ein „Weichei“, der „Rückgrat entwickeln sollte“ („wimp, who needs to grow a backbone“).
Die News-Website Stuff behauptete, Premierminister John Key habe in seiner jährlichen Rede am Waitangi Day 2013 Harawiras Aktivismusstil „ins Visier genommen“ („targeted“), indem er von „Schlagzeilenjägern“ („headline-seekers“) sprach, die von den wahren Problemen der Māori ablenken. Als Reaktion darauf verwies Harawira auf die Ergebnisse des Māori-Aktivismus in den 1970er Jahren und sagte, die Māori „bekommen als Vertragspartner Vorteile, weil wir für sie kämpfen“ („get benefits as a Treaty partner because we fight for them“). Sie bemerkte auch, sie habe sich den Respekt ihres eigenen Volkes, wenn nicht der Regierung, verdient, indem sie „keine Kompromisse“ („not compromising“) eingegangen sei.

## Tod und Vermächtnis
Harawira starb am 25. Januar 2023 im Alter von 90 Jahren. Der neue Premierminister Chris Hipkins, der an diesem Tag die Nachfolge von Jacinda Ardern im Amt angetreten hatte, würdigte Harawira in einer seiner ersten öffentlichen Ansprachen:

„Ich möchte ihren Tod bekanntgeben und ihrer whānau [Familie] mein Beileid und meine aroha [Liebe] übermitteln… Es wird viele Kiwis geben, die mit Titewhai Harawira nicht einverstanden waren, aber niemand kann an ihrer Leidenschaft, ihrer Aufrichtigkeit und ihrem Engagement für die Māori zweifeln.“

Hipkins lieferte auch eine von Ardern verfasste Reflexion:

„Jedes Jahr, wenn ich [im Te Tii Marae] ankam, hoffte ich, dass das, was ich in den vergangenen 12 Monaten getan hatte, gut genug war, denn ich wusste, wenn sie das nicht glaubte, würde man es mir bald sagen.“

Der Minister for Māori Development Willie Jackson zollte ihr ebenfalls seinen Tribut, lobte Harawiras Engagement für Veränderungen und sagte, sie verkörpere „die Essenz der Māori-Renaissance“ („the essence of the Māori renaissance period“) und die Zeit, in der Aktivisten begannen, die Māori-Sprache und die Versprechen des Vertrags von Waitangi zu fördern.